# 双叶稀毛猛水蚤
双叶稀毛猛水蚤（学名：Apolethon bilobatus）为老丰猛水蚤科稀毛猛水蚤属的动物，是中国的特有物种。分布于广东等地，常生活于近海区的淡水中。